# Солянкин, Алексей Петрович
Алексе́й Петро́вич Солянкин (1910 — 1943) — советский футболист. Участник 
Великой Отечественной войны. Гвардии сержант
Родился в с. Глухово (ныне исторический район Глухово, Ногинск, Богородский городской округ, Московская область).
В 1936—1937 годах играл за «Красное Знамя» Ногинск. Полуфиналист Кубка СССР 1936 года.
Призван в 1941 году Ногинским военкоматом.
Погиб в бою в мае 1943 года. Первичное место захоронения: Ростовская область, г. Шахты
Средний брат Иван (1912—1943) также играл за «Красное Знамя» и погиб на войне в партизанском отряде.
Младший брат Николай (1916-1994) окончил Институт Физической Культуры им. Лесгафта в г. Москве и ушел добровольцем на фронт в 1941 году. Окончил войну в звании капитана и потом дослужился до майора.